# Улица Аугуста Домбровска
Улица Аугуста Домбровска (латыш. Augusta Dombrovska iela) — улица в Северном районе Риги, центральная улица исторического района Вецмилгравис. Пролегает в северо-западном направлении от улицы Галес до улицы Мерниеку. Названа в честь рижского предпринимателя и мецената Августа Домбровского (1845—1927).

## История
Улица проложена в конце XIX века как одна из линий посёлка при лесопилках А. Домбровского, впоследствии получившего название Вецмилгравис. На момент включения Вецмилгрависа в черту города Риги (1924) именовалась Vecmīlgrāvja 4. līnija. Первоначально доходила лишь до улицы Скую; в 1938 году продлена до городской черты с присоединением улицы 4-я линия Калнциема.
Уже в 1930-е годы улица выполняла функции общественного центра своего района: здесь начал курсировать автобус, работали 3 продовольственных магазина, кондитерская, две мясные лавки, винный магазин и магазин колониальных товаров.
В годы немецкой оккупации именовалась 4. Alt-Mühlgrabensche Linie (калька с латышского названия). В советское время переименований не было; приводимое в некоторых источниках упоминание, что улица в 1954 году получила название Kuģniecības iela, вызвано смешением сведений о нынешней улице Аугуста Домбровска и об улице Мартас Ринкас, которая именовалась улицей Домбровска в 1932—1954 годах. Ранее (в 1930—1932) такое же название носила и улица Скую.
27 октября 1989 года 4-я линия Вецмилгравья переименована в улицу Аугуста Домбровска.

## Транспорт
Общая длина улицы Аугуста Домбровска составляет 2001 метр. Улица на всём протяжении асфальтирована, движение двустороннее. Участок от улицы Эммас до улицы Крейменю выделяется значительно бо́льшей шириной проезжей части и имеет важное транспортное значение; здесь курсирует несколько маршрутов автобуса, имеется ряд остановок.

## Застройка
Почти вся историческая застройка улицы была снесена в 1970-е годы и заменена типовыми современными зданиями, формирующими общественный центр Вецмилгрависа.
- Дом № 23 — торговый центр, бывший универсам «Vētra» (1984).
- Дом № 34 — отделение связи № 15, здание построено в 1936—1937 годах для автоматической телефонной станции и почтовой конторы.
- Дом № 37 (пристройка к многоэтажному дому) — цветочный магазин, 1985, архитектор А. Витолс (институт «Латгипрогорстрой»).
- Дом № 88 — Рижская Ринужская школа[латыш.], построена в 1990—1991 годах как средняя школа № 97.

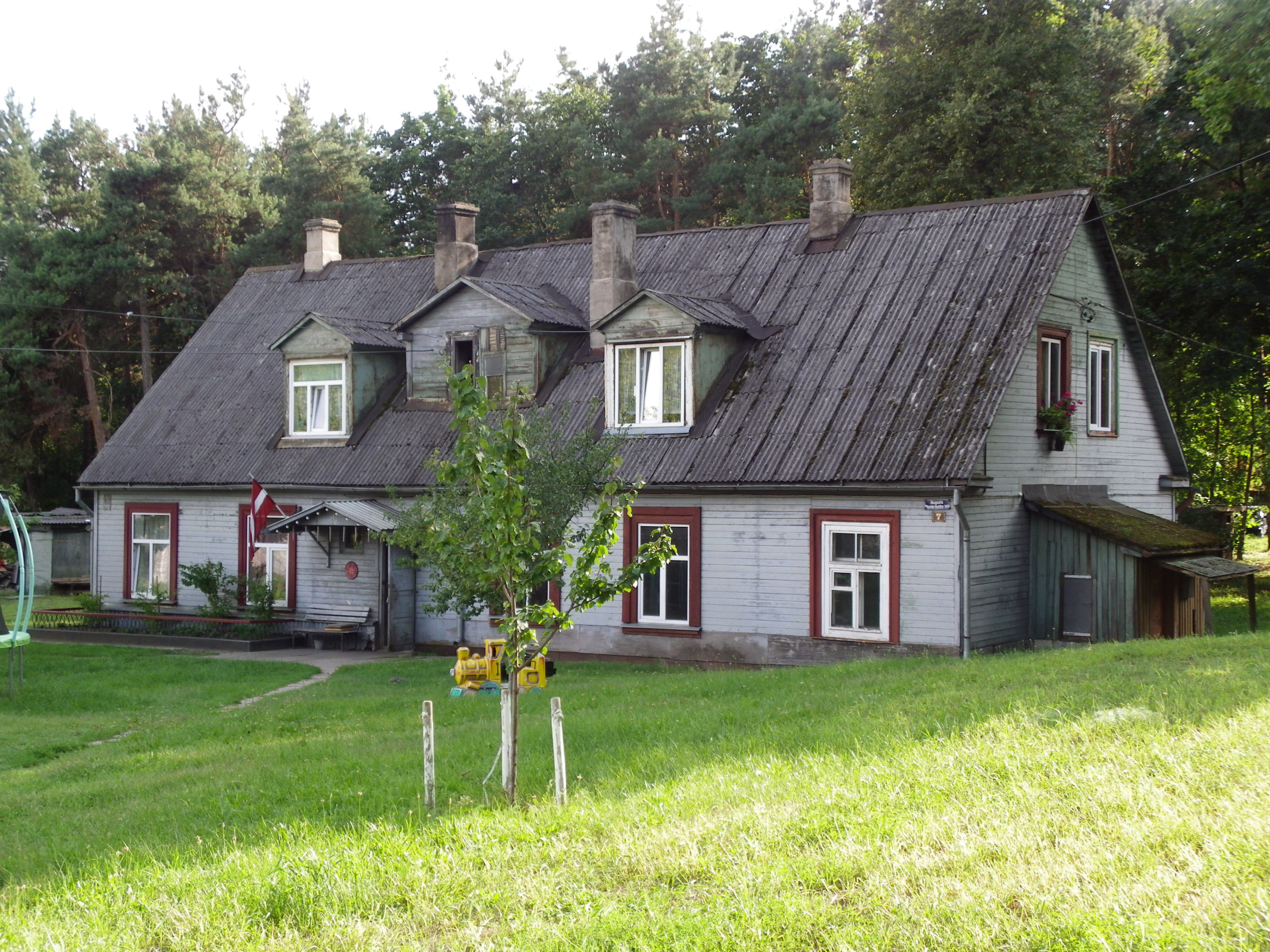
Дом № 7
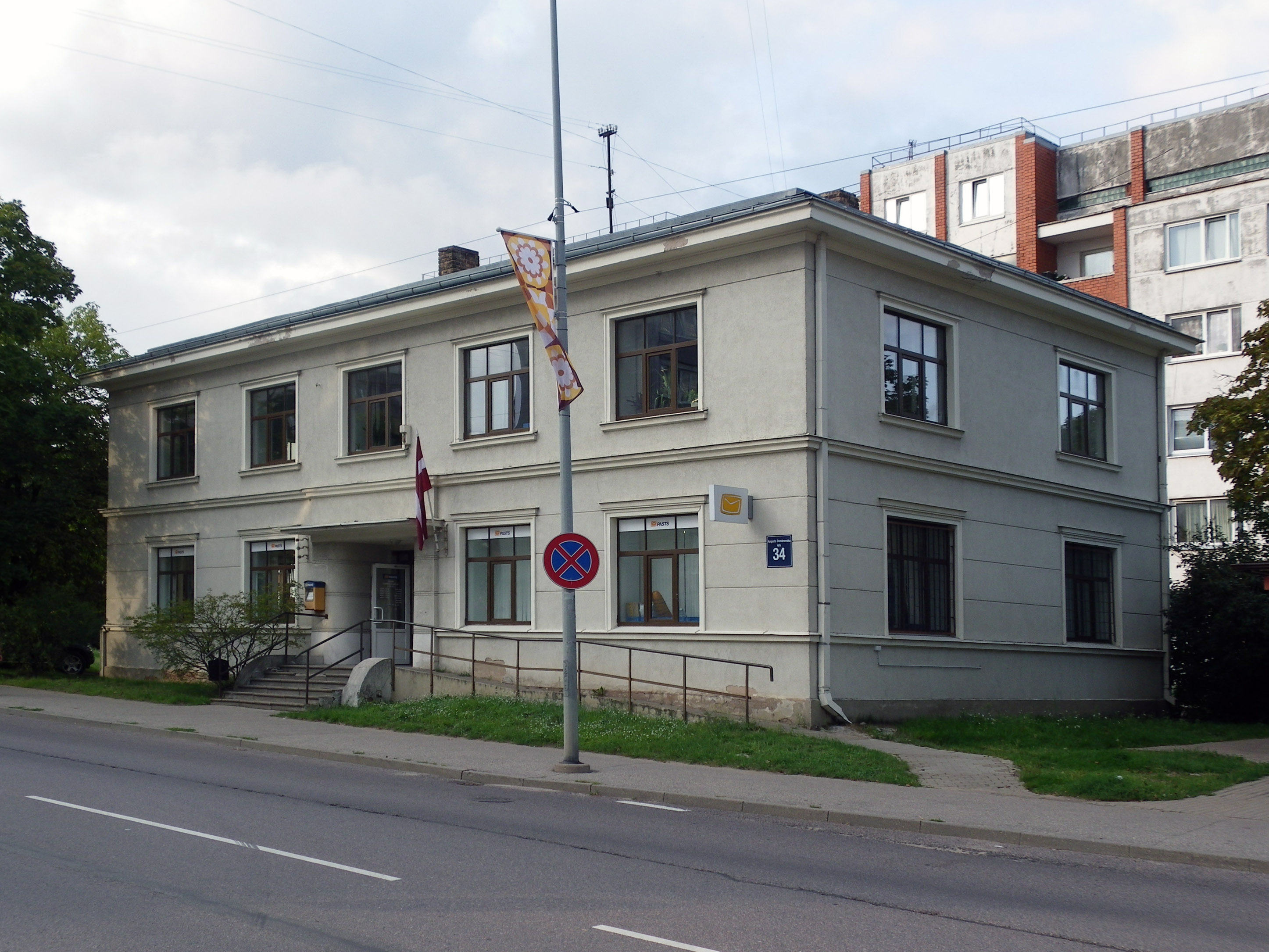
Дом № 34
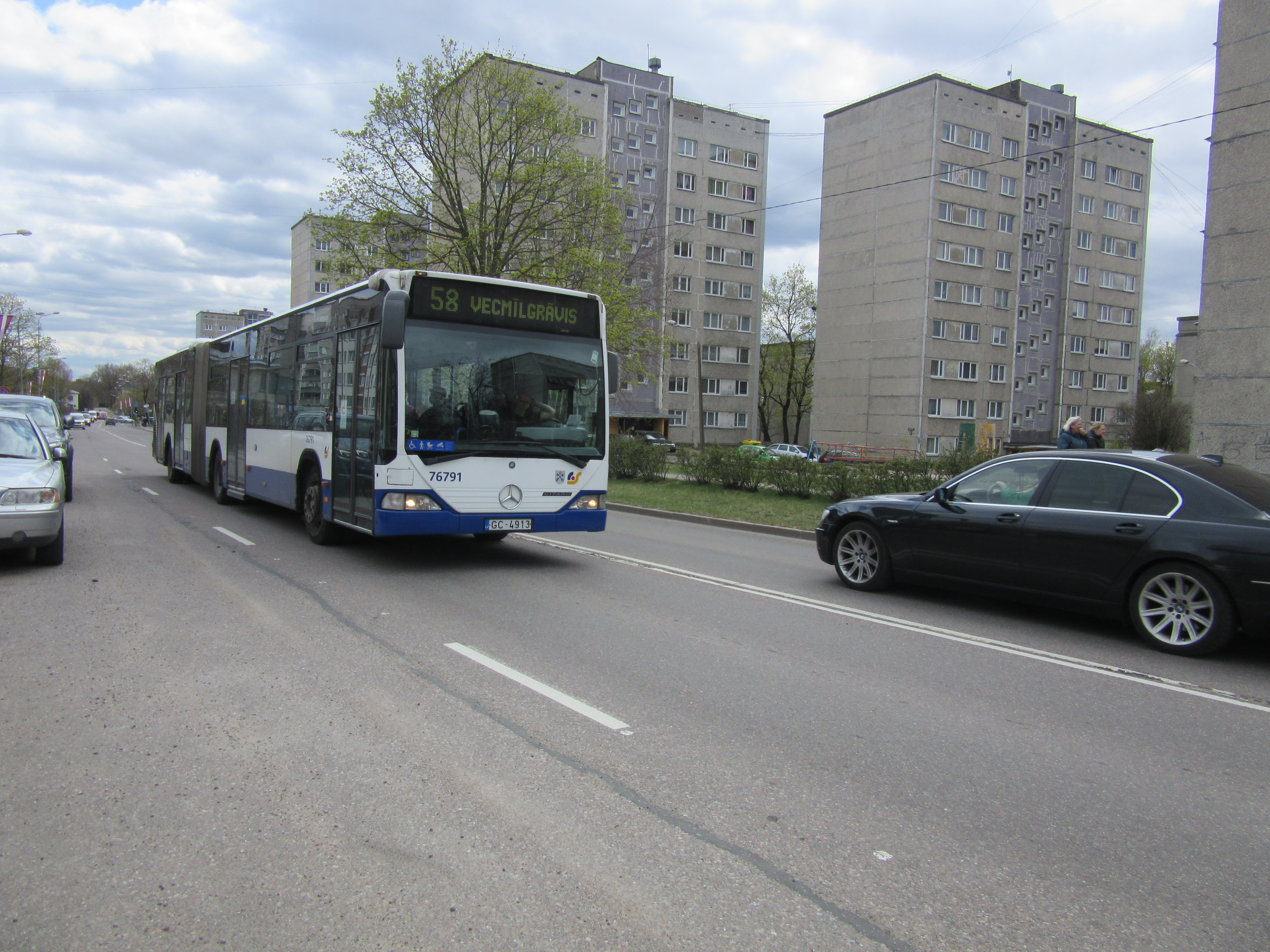
Типовая застройка
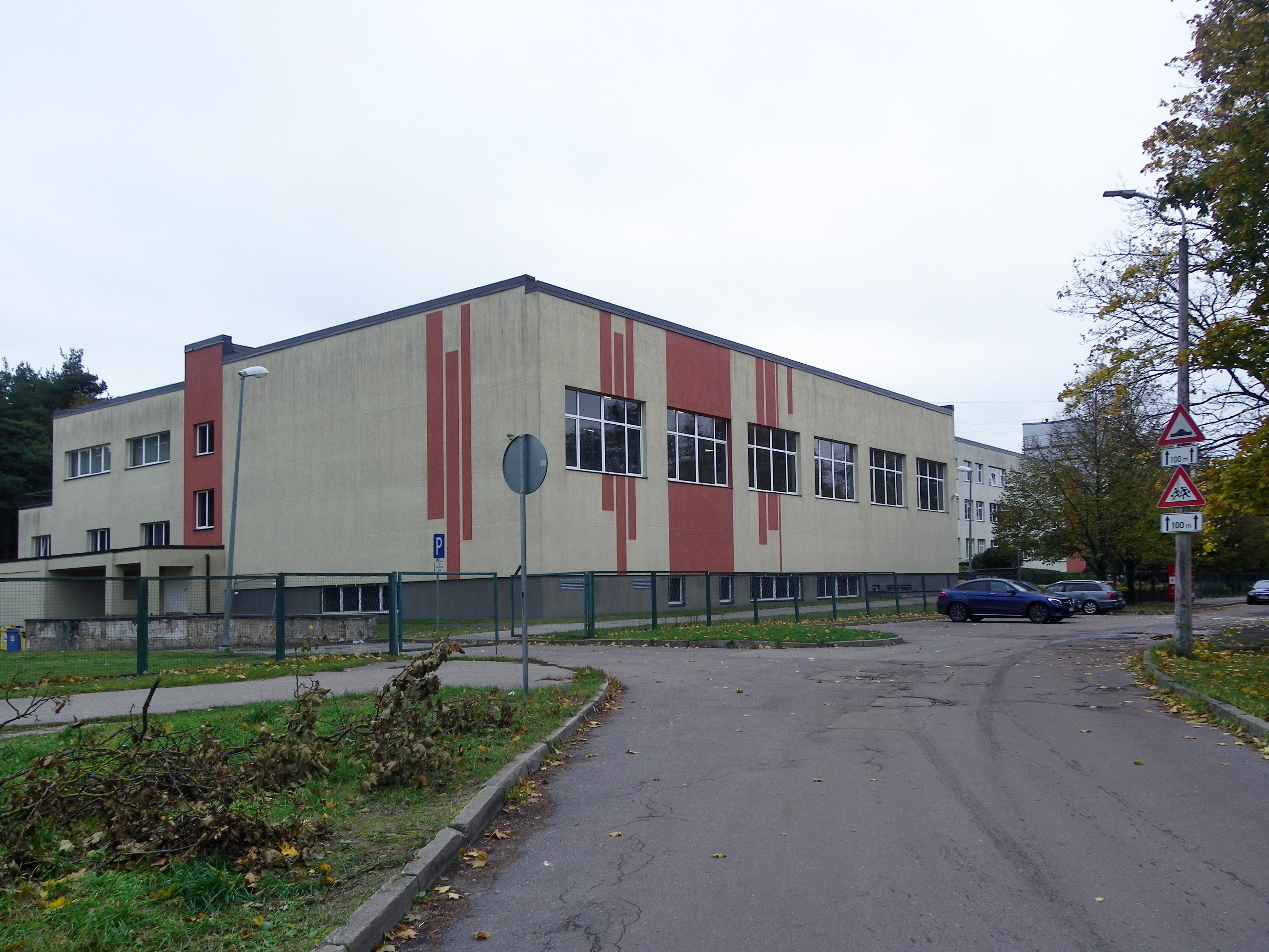
Ринужская средняя школа

## Прилегающие улицы
Улица Аугуста Домбровска пересекается со следующими улицами:
- улица Галес
- улица Рупницас
- улица Анитас
- улица Эммас
- улица Мелидас
- Эджиня гатве
- Ванадзиня гатве
- улица Наталияс
- улица Скую
- улица Мартас Ринкас
- улица Каву
- улица Сниега
- улица Крейменю
- улица Балтасбазницас
- улица Ледус
- улица Таувас
- улица Мерниеку